# Spiegelvorauslösung
Als Spiegelvorauslösung (kurz SVA; englisch MLU für mirror lock-up, auch MUP für mirror up) bezeichnet man die Möglichkeit, den Schwingspiegel einer Spiegelreflexkamera zeitlich deutlich vor der eigentlichen Aufnahme hochzuklappen. Damit wird Verwacklungsunschärfe durch Eigenschwingungen der Kamera reduziert. Häufiges Anwendungsgebiet sind z. B. Nachtaufnahmen.

## Verwendung
Grundsätzlich wird die Spiegelvorauslösung zusammen mit einem Stativ o. Ä. verwendet. Sie dient der Reduzierung von Vibrationen, insbesondere bei Verschlusszeiten im Bereich 1/30 bis 1/2 Sekunde.
Beim Auslösen der Kamera wird der Spiegel aus dem Strahlengang geschwenkt. Der ruckartige Schwenk erschüttert die Kamera, was die Schärfe des Bildes durch Verwackeln beeinträchtigen kann. Dieser Effekt tritt insbesondere bei Verwendung von Objektiven mit langen Brennweiten und/oder langen Belichtungszeiten auf, die oberhalb der Freihandgrenze (1/60 s bei Normalbrennweite), ab der ein Stativ verwendet werden sollte, und unterhalb der Verschlusszeiten von Langzeitbelichtungen (1 Sekunde und länger) liegen. 
Bei kürzeren Belichtungszeiten ist der Verschluss schon wieder zu, bevor sich die Verwacklungsunschärfe auf das Bild auswirkt; bei längeren Belichtungszeiten überwiegt die Zeit, in der die Kamera wieder gedämpft worden und in Ruhe ist. Dennoch sollte auch bei ausgesprochenen Langzeitbelichtungen die Spiegelvorauslösung verwendet werden.
Durch das vorzeitige Hochklappen des Spiegels hat die Kamera bzw. die Montierung (Stativ etc.) Zeit, sich wieder zu stabilisieren. Bemerkbar ist dieser Effekt in der Praxis nur bei Verwendung eines Statives, da sonst ganz andere Ursachen zum Verwackeln bzw. zur Unschärfe führen können. 
Speziell wird die Spiegelvorauslösung in der Nacht- und Astrofotografie benutzt, da aufgrund des dunklen Hintergrundes Verwacklungsunschärfe besonders stark hervortritt. 
Um die Leistungsfähigkeit von Objektiven und Kameras unter Laborbedingungen zu testen, wird immer die Spiegelvorauslösung verwendet.

### Handhabung

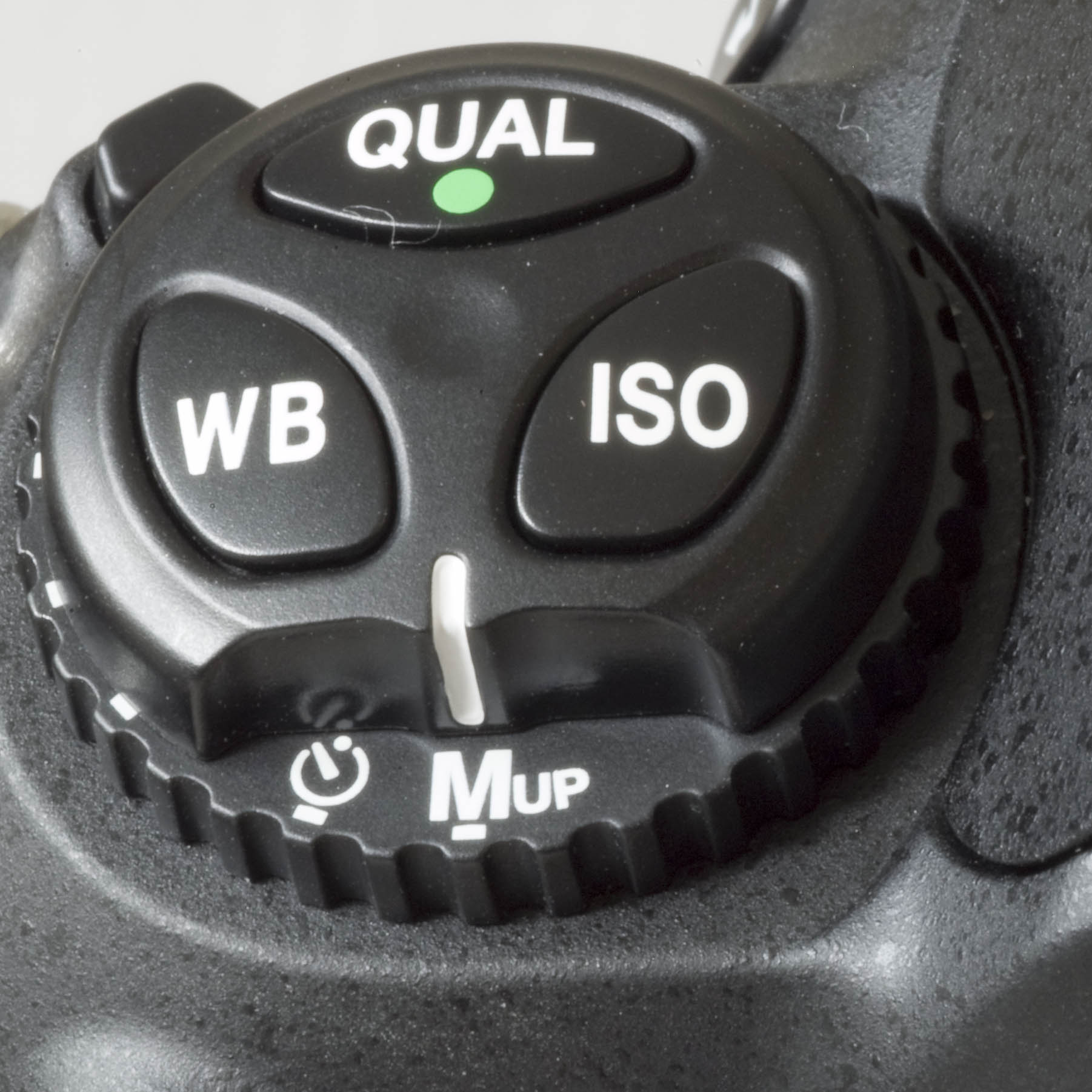
Einstellung des MUP-Aufnahmemodus bei der Nikon D200

Bei der Spiegelvorauslösung gibt es verschiedene Verfahren, die sich in der Handhabung unterscheiden. 
- Bei älteren Kameramodellen wird der Spiegel mittels eines gesonderten Hebels manuell hochgeklappt und bleibt nach der Auslösung meist auch in dieser Stellung, muss also von Hand wieder zurückgestellt werden (z. B. Nikon F, Minolta SR-T 101). Vorteil dieser Variante ist die unbedingte Arretierung des Spiegels in einer hochgeklappten Position, was beispielsweise beim Einsatz von Objektiven, die in den Spiegelkasten hineinragen, notwendig ist.
- Eine Weiterentwicklung ist eine Spiegelvorauslösung, bei der durch Betätigen eines Vorauslöserhebels der Spiegel durch die für den normalen Schwingvorgang eingesetzte Energie hochgeklappt wird, aber keine Verschlussauslösung stattfindet, und diese erst durch den normalen Auslöser erfolgt (z. B. Kiev 88).
- Moderne Kameras verzögern die Verschlussauslösung um eine teilweise einstellbare Zeit automatisch und klappen den Spiegel nach der Aufnahme automatisch wieder zurück (z. B. Nikon D100).
- Andere Kameras klappen im Spiegelvorauslösungs-Modus (MUP, Mirror up) den Spiegel beim ersten Druck auf den Auslöser hoch. Mit einem zweiten Druck auf den Auslöser wird die eigentliche Aufnahme gemacht, wonach der Spiegel automatisch wieder in den Strahlengang zurück schwenkt. Aus Stromspargründen klappt der Spiegel nach einer gewissen Zeit auch dann zurück, wenn keine Aufnahme erfolgt (z. B. Nikon D200).

## Spiegelarretierung für andere Zwecke
Die Funktion wird gelegentlich auch als Spiegelverriegelung oder Spiegelarretierung bezeichnet. Diese Begriffe sind aber missverständlich, denn sie dienen nicht dem unmittelbaren Auslösevorgang, sondern technischen oder Wartungszwecken.

### Alte Superweitwinkel
Ursprünglich war der Zweck dieser Vorrichtung jedoch ein anderer. Bestimmte Objektive, insbesondere ältere Weitwinkelobjektiv und Fisheye-Konstruktionen, wiesen weit in das Kameragehäuse ragende Linsengruppen auf, die mit dem Schwingspiegel kollidieren würden. Diese Objektive konnten daher nur mit Kameras eingesetzt werden, die mit einer Spiegelarretierung ausgestattet waren, da auch nach der Auslösung der Spiegel nicht in seine Ausgangslage zurückklappen durfte, um seine Beschädigung durch das Objektiv zu verhindern.

### Livevorschau
Videoaufnahmen und Live-View sind bei digitalen Spiegelreflexkameras, abgesehen von seltenen Sonderkonstruktionen, die zwei getrennte Sensoren verwenden, nur bei hochgeklapptem und arretiertem Spiegel möglich.

### Sensorreinigung
Die Sensorreinigung bei DSLR-Kameramodellen ist eine häufige Gelegenheit, bei der der Spiegel hochgeklappt und in dieser Stellung gehalten werden muss. Dafür gibt es bei den meisten DSLR eine entsprechende Auswahlmöglichkeit im Menü. Aufnahmen sind in dieser Betriebsart nicht möglich. Da der Spiegel und der Schlitzverschluss gewöhnlich elektromagnetisch oder elektromotorisch in dieser Wartungsstellung gehalten werden, erlauben die meisten Kameras diese Funktion nur bei frisch geladenen Akkus oder bei Verwendung eines Netzgeräts, da bei unerwartetem Stromausfall der Verschluss oder andere Kamerateile beschädigt werden könnten.